# Cicaré CH-11
Der Cicaré CH-11 ist ein Hubschrauber des argentinischen Herstellers Cicaré Helicópteros.

## Geschichte und Konstruktion
Der CH-11 ist eine Weiterentwicklung des Cicaré CH-10 und verfügt wie dieser über Koaxialrotoren welche, wie die geschlossene Kabine, aus Verbundmaterialien gefertigt sind. Die einsitzige Kabine kann durch seitliche Türen betreten werden, wobei auch eine als Ganzes zu öffnende Haube lieferbar ist. Der Hubschrauber selbst besteht aus geschweißten Stahlrohren und wird von einem Rotax-912-Vierzylinder-Viertakt-Boxermotor mit 75 kW angetrieben. Möglich wäre auch der Einbau eines anderen Motors. Auf Grund der geringen Größe ist der CH-11 sehr wendig. Eine Variante des CH-11 ist der CH-11C, welcher sowohl bemannt, als auch unbemannt eingesetzt werden.
Da argentinische Militär evaluiert den CH-11C zur Verwendung als UAV.

## Versionen
- CH-11 – das Standardmodell
- CH-11C – das sowohl bemannt, als auch unbemannt einsetzbares Modell

## Technische Daten
| Kenngröße             | Daten                                                     |
| --------------------- | --------------------------------------------------------- |
| Besatzung             | 1                                                         |
| Länge                 | 3,96 m                                                    |
| Höhe                  | 2,06 m                                                    |
| Rotordurchmesser      | 4,2 m                                                     |
| Leermasse             | 150 kg                                                    |
| max. Startmasse       | 270 kg                                                    |
| Reisegeschwindigkeit  | 110 km/h                                                  |
| Höchstgeschwindigkeit | 135 km/h                                                  |
| Dienstgipfelhöhe      | 2100 m                                                    |
| Reichweite            | 210 km                                                    |
| Triebwerke            | 1 × Rotax-912- Vierzylinder-Viertakt-Boxermotor mit 75 kW |